# ريتشارد ستون
السير جون ريتشارد نيكولاس ستون (بالإنجليزية: Sir John Richard Nicholas Stone. 30 أغسطس 1913 – 6 ديسمبر 1991. حاصل على رتبة الإمبراطورية البريطانية وعلى زمالة الأكاديمية البريطانية) كان خبيرًا اقتصاديًّا بريطانيًّا بارزًا. تعلم في مدرسة وستمنستر، وفي كلية كيوس وكلية الملك بجامعة كامبريدج. حصل في عام 1984 على جائزة نوبل التذكارية في العلوم الاقتصادية، لابتكاره نموذجًا محاسبيًّا يُستعمل لقياس النشاط الاقتصادي على مستوى الدولة وفيما بعد على مستوى العالم.

## النشأة
وُلد السير ريتشارد ستون في مدينة لندن في المملكة المتحدة، في 30 أغسطس من عام 1913. حصل على تعليمه الإنجليزي الخاص بالطبقة المتوسطة العليا حين كان طفلًا، والتحق بمدرسة كليفيدن بليس ووستمنستر. لكنه لم يُعلم لا الرياضيات ولا العلوم إلا في المدرسة الثانوية. كان يبلغ من عمره 17 سنة حين رافق أباه إلى الهند، وهنالك تعيّن أبوه قاضيًا في مَدراس. ومن الهند زار بلادًا آسيوية كثيرة: مالايا وسنغافورة وإندونيسيا. بعد انقضاء سنة على سفره، عاد إلى لندن، ودرس في كلية غنفيل وكيوس في جامعة كامبريدج في عام 1931، حيث درس القانون لمدة عامين.
بعدئذ تحول ستون الشاب إلى القراءة في العلوم الاقتصادية. كان مهتمًا بالعلوم الاقتصادية لأنه علم أن «خبراء الاقتصاد إن زادوا، تحسّن العالم». في فترة الركود الكبير في ثلاثينيات القرن العشرين، بلغت البطالة مستويات عالية جدًّا، وهذا دفعه إلى البحث عن ما سبّبها وكيفية التغلب عليه. واجه تحديًا من جانب والديه، لأن اختياره أصابهما بالإحباط. لكن ستون كان متحمسًا جدًّا لأن يصبح عالمًا بالاقتصاد، ولهذا استمتع بالوقت الذي قضاه في دراسة العلوم الاقتصادية. في تخصصه الجديد كان تحت إشراف ريتشارد كان وجيرالد شوف. لكن عقل ستون الكمّي تأثر تأثرًا كبيرًا بكولين كلارك، الذي كان أستاذ ستون في جامعة كامبريدج. حينئذ عرّف كولن ستون على مشروعه الخاص بقياس الدخل القومي. بذلك المشروع حصل ستون على أرفع سمعة، إذ نال جائزة نوبل بسبب موضوع المشروع. بعد التقاء ستون وكلارك في جامعة كامبريدج، صارا صديقين حميمين.

## سيرته المهنية
بعد أن تخرج ستون في جامعة كامبريدج في عام 1935، عمل في لويد في لندن حتى اندلاع الحرب العالمية الثانية. في أثنا الحرب عمل ستون مع جيمس ميد، بوصفه خبير اقتصاد وإحصاء لصالح الحكومة البريطانية. بناء على طلب الحكومة حلّلا اقتصاد المملكة المتحدة المتعلق بالموارد المالية التي كانت في البلد في تلك الفترة الحربية. هذه الفترة هي التي طورا فيها معًا النسخ الأولية من نظام الحسابات القومية. أسفر عملهما عن نشوء أول حسابات قومية في المملكة المتحدة في عام 1941.
انتهى التعاون بين ستون وميد بعد عام 1941، إذ انقسم مكتبهما إلى مكتبين مختلفين.

## روابط خارجية
- ريتشارد ستون على موقع الموسوعة البريطانية (الإنجليزية)
- ريتشارد ستون على موقع مونزينجر (الألمانية)
- ريتشارد ستون على موقع إن إن دي بي (الإنجليزية)